# Joan Anton Rabella i Ribas
Joan Anton Rabella i Ribas   (Barcelona, 1964) és un doctor en filologia catalana per la Universitat de Barcelona, i especialista en lingüística històrica i onomàstica. És cap de l’Oficina d’Onomàstica de l'Institut d’Estudis Catalans i forma part de la Comissió de Toponímia de Catalunya.
Ha realitzat nombrosos treballs sobre gramàtica històrica i onomàstica, alhora que ha publicat l’edició i estudi de textos antics entre els quals destaca l’acurat estudi filològic i lingüístic dels Greuges de Guitard Isarn, senyor de Caboet, (1080-1095).
Entre d'altres projectes, ha realitzat l'estudi de la toponímia del Priorat, que s'inclou en el dossier de la candidatura Priorat-Montsant-Siurana, paisatge agrícola de muntanya mediterrània, a Patrimoni Mundial de la UNESCO.

## Obra
- Un matrimoni desavingut i un gat metzinat: procés criminal barceloní del segle XIV. Barcelona: Institut d’Estudis Catalans, 1998. ISBN 8472834107
- Amb Josep Moran. Primers textos de la llengua catalana. Barcelona: Proa, 2001. ISBN 9788484371564
- Amb Mar Batlle i Josep Moran. Topònims catalans: etimologia i pronúncia. L'Abadia de Montserrat, 2002. ISBN 9788484154310
- Amb Mar Batlle, Joan Martí i Josep Moran. Gramàtica històrica de la llengua catalana. L'Abadia de Montserrat, 2016. ISBN 9788498838213
- Amb altres autors. Le catalan médiéval. éd. Michel Zimmermann. Turnhout, Brepols, 2023; L’Atelier du Médiéviste, 15. ISBN 9782503593524